# Dawamalt
Dawamalt est une marque suisse de boisson instantanée au cacao. Elle appartient au groupe bernois Wander AG, lui-même propriété du groupe britannique Associated British Foods.
Dawamalt contient de l'extrait de malt de germes d'orge, du lait écrémé et du cacao maigre. Il est vendu sous forme de poudre à mélanger à du lait chaud ou froid.

## Composition nutritionnelle
100 g de Dawamalt contiennent :
- Energie : 1557 kJ (367 kcal)
- Protéines : 7.3 g
- Hydrates de carbone : 80.6 g
- Lipides : 1.7 g
- Vitamine A : 800 μg
- Vitamine D : 5 μg
- Vitamine B1 : 1.4 mg
- Vitamine B2 : 1.6 mg
- Vitamine B6 : 2 mg
- Vitamine B12 : 1 μg
- Acide folique : 200 μg
- Acide pantothénique : 6 mg
- Niacine : 18 mg
- Calcium : 290 mg
- Magnésium : 110 mg